# فرودگاه تایری
فرودگاه تایری (به انگلیسی: Tiree Airport) یک فرودگاه همگانی با کد یاتا TRE است که یک باند فرود آسفالت دارد و طول باند آن ۱۴۷۲ متر است. این فرودگاه در کشور انگلستان قرار دارد و در ارتفاع ۱۲ متری از سطح دریا واقع شده‌است.

## شرکت‌های هواپیمایی و مقصدهای پروازی
| شرکت‌های هواپیمایی         | مقصدهای پروازی                 |
| ------------------------- | ------------------------------ |
| فلای‌بی اجرا توسط Loganair | گلاسگو (پایان در ۳۱ اوت ۲۰۱۷)  |
| Hebridean Air Services    | کول، اوبان                     |
| Loganair                  | گلاسگو(آغاز از ۱ سپتامبر ۲۰۱۷) |